# Jolanta Wrońska
Jolanta Wrońska (ur. 1940) – archeolożka i historyczka archeologii.
Ukończyła studia w Instytucie Archeologii Uniwersytetu Warszawskiego w 1964. W latach 1966–1996 była pracowniczką Instytutu Historii Kultury Materialnej PAN (obecnie Instytut Archeologii i Etnologii PAN). W 1979 roku obroniła pracę doktorską „Warszawskie środowisko archeologiczne w latach 1900–1918”. Promotorem pracy był Andrzej Abramowicz.
Autorka książek z historii archeologii polskiej: „Archeolodzy warszawscy na początku XX wieku” (1986) oraz „Archeologia w periodykach warszawskich w drugiej połowie XIX wieku” (1989) oraz wielu mniejszych publikacji jakie ukazały się m.in. w czasopismach „Archeologia Polski”, „Kwartalnik Historii Nauki i Techniki”, „Wiadomości Archeologiczne” dotyczących zasłużonych starożytników polskich, historii zbiorów oraz rozwoju myśli i metod badań tej dziedziny nauki.
Publikowała także jako Jolanta Twardecka.
Zamężna, syn Alfred Twardecki.